# Чичак (оружје)
Чичак је оружје направљено од четири (или више) оштрих клинова поређаних тако да један клин увек гледа ка горе (на пример тетраедар). Чичак служи да успори напредоваље коњице, ратних слонова и људских трупа. Чичак је био посебно ефикасан против меканих ногу камила. У данашње доба чичак може бити ефикасан у борби против возила која имају точкове. У Јапану ово оружје је познато као макибиши (јап. 撒菱).
Метални чичак се користио 331. п. н. е. на Гаугамели, а користили су га и Римљани којима је био познат као Murex ferreus што је значило зупчасти челик.
Чичак је са великим успехом коришћен у Шкотској приликом борби против Енглеза у бици код Банокберна 1314. године.
У Уједињеном Краљевству током Другог светског рата велики чичци направљени од армираног бетона користили су се у противтенковској борби, мада су били ретки случајеви употребе.